# 水野卓史
水野 卓史（みずの たくし、1933年11月21日 - ）は日本のグラフィックデザイナー、アートディレクター。元・資生堂宣伝文化部顧問。水野デザイン事務所主宰。大阪府大阪市西区靭町出身。多摩美術大学卒業。子に川柳家の水野タケシ。

## 略歴・人物
日本画家の父を持つ家庭に生まれる。のちに大阪府立寝屋川高等学校に進学後、美術部に入部し、デッサンを学んだことから、本格的なデザインへの道を志すと共に、そのまま多摩美術大学に進学。1955年、多摩美術大学図案科を卒業後、資生堂に入社。大阪支社宣伝文化部別室に配属される。
元々は大阪支社の別室チーフになるべき存在であったが、その当時、宣伝部に所属していた主任デザイナーが交通事故で物故したことから、急遽1959年に東京へ異動。ここで自らが師と称する山名文夫と出会うことになる。
山名のもとで、基礎となる資生堂のデザインを学びつつ、プロダクトのパッケージからメディアにおける宣伝広告の分野までトータルなデザインを同じく同社宣伝文化部に在籍していた先輩デザイナーの中村誠を筆頭に、杉山登志、土屋耕一、犬山達四郎、横須賀功光、小野田隆雄などと制作してゆくと共に、1960年代には海外へ留学し、アメリカ、フランス、イタリアなどで、海外の化粧品業界のパッケージデザインや広告クリエイティブシーンを学んで帰国し、このクリエイティブパターンを同社にも導入。これにより資生堂は最先端のファッショナブルなスタイルをいち早く確立させると共に、のちに当時クリスチャン・ディオールに在籍していたフランス人メイクアップ・アーティストのセルジュ・ルタンスを同社に招き入れることにも成功する。
1979年には宣伝部制作室長。現在に至る資生堂に大きな影響を与えた人物として、その功績を知られる一方、師と仰ぐ山名が亡くなった1980年には資生堂を退社、フリーとなり翌年「水野卓史デザイン室」を設立。その後は化粧品を離れてパーソナルなグラフィックデザインを出がける。1986年にはピエールファーブルジャポン社の顧問。2000年には日本宣伝賞・山名賞を受賞。2005年から2009年まで資生堂宣伝部デザイン制作室顧問。2013年時点で、水野デザイン事務所主宰。

## 過去に手掛けたデザイン

### 資生堂時代
- 資生堂口紅 キャンディトーン（1961）
- 資生堂口紅 シャーベットトーン（1962）

他多数。
※この他1960年代に送り出されたドルックス化粧品やバニシングクリームなどの広告で多数のデザインならびにイラストレーションを手掛けている。

## 受賞歴
- 日宣美奨励賞
- 朝日広告賞（1965、1973年）
- 東京ADC会員賞（1973年）
- 日本宣伝賞・山名賞（2000年）
- 東京ADC  Hall of Fame（2009年）

## 著書
- 「山名文夫のグラフィックデザイン」 （ピエブックス、2004年11月）※監修 ISBN 978-4894443754
- 「資生堂宣伝部日記」（文藝春秋、2008年11月）ISBN 978-4160080591